# Чернівецький трамвай
Чернівецький трамвай — ліквідована трамвайна система у місті Чернівці.

## Історія
Необхідність запровадження в Чернівцях масового громадського транспорту виникла у середині 1860-х років, коли місто отримало залізничне сполучення із Львовом. Залізницю було споруджено таким чином, що міський залізничний вокзал було збудовано у нижній частині міста, неподалік річки Прут. Вокзал із центральною частиною міста сполучив крутий узвіз. Загалом на початку 1880-х років територія Чернівців розкинулася на майже 8 кілометрів із півночі на південь (від залізничного мосту через річку Прут до залізничної станції Фолксгартен — нині Чернівці-Південна) і на 4 км з заходу на схід (від Палацу буковинських митрополитів до міського цвинтаря на Горечі).

### Проєкт трамваю на канатній тязі
Починаючи із середини ХІХ століття, у великих містах Європи почали споруджувати трамвайні лінії із кінною тягою. На перешкоді будівництву кінного трамваю у Чернівцях став складний рельєф міста, де ухили вулиць, що поєднували залізничний вокзал із центральною частиною міста, складали до 100 проміле.
У грудні 1882 році інженер Фрідріх Шмідт з Відня запропонував спорудити в Чернівцях трамвайну лінію на канатній тязі по типу фунікулера. На розгляд чернівецького магістрату був представлений проєкт трамвайної лінії довжиною 2317 м та шириною колії 1000 мм. Трамвайна лінія мала сполучити привокзальну площу із Фердінандпляц, де мав бути встановлений привід на паровій тязі. Трамвайні вагони мали приводитися в рух замкнутим сталевим канатом, який мав бути прокладений у підземному жолобі між трамвайними рейками.
У жовтні 1885 року Фрідріх Шмідт отримав від Міністерства торгівлі Австро-Угорщини дозвіл на будівництво лінії канатного трамваю від залізничного вокзалу до центру Чернівців та від залізничного вокзалу до Садгори. Але оскільки у самого Фрідріха Шмідта коштів на таке масштабне та інноваційне на той час будівництво не було, а інвесторів не знайшлося, проєкт так і не був реалізований.

### Проєкт парового трамваю
У грудні 1887 року інженер Фрідріх Шмідт розробив проєкт будівництва у Чернівцях парового трамваю. Проєкт передбачав будівництво міської вузькоколійної залізниці на паровій тязі, яка мала сполучити залізничний вокзал з центром міста та залізничною станцією Фольксґартен (Чернівці-Південна). На ділянці узвозу із найбільшим ухилом Фрідріх Шмідт запропонував прокласти додаткову третю зубчасту рейку. Окрім пасажирів міською залізницею планувалося перевозити також вантажі із центральної частини міста у промислову зону, що розташувалася неподалік річки Прут. Через низку недоліків проєкт парового трамваю був відкинутий магістратом у 1888 році.

### Проєкт кінного трамваю
30 листопада 1889 року інженер Карл Фуксберґер подав у Крайове управління Буковини проєкт прокладання у верхній частині міста лінії кінного трамваю завдовжки 6,2 км. Про будівництво лінії кінного трамваю до чернівецького вокзалу і річки Прут не могло бути і мови — коні не змогли б витягнути важкий вагон із пасажирами по крутому узвозу. Проєкт був підтриманий місцевою владою і 30 грудня 1889 року направлений до Відня на розгляд у Міністерство Торгівлі, який тривав до липня 1891 року. Дозвіл на будівництво кінного трамваю був отриманий, проте його будівництво так і не розпочалося.

### Електричний трамвай
У 1891 році був розроблений перший проєкт електричного трамвая у Чернівцях комерційним радником Гуґо фон Вебенау. Лінія електричного трамвая мала бути прокладена серпантином західніше Вокзальної вулиці по землям, які знаходилися у приватному володінні і вийти на Фляйшерґасе (нині — вул. Богуна) і нею вийти у центральну частину міста до Рінґпляц (Центральна площа). Далі лінія мала пройти до станції Фольксґартен на півдні міста вулицями Герренґасе (нині — вул. Ольги Кобилянської), Нойєвельтґасе (вул. Тараса Шевченка) та Зібенбюрґерштрассе (вул. Головна).

Траса, що сполучала залізничний вокзал із центром Чернівців, хоча і мала невеликий ухил, але ця територія була малозаселена, через це чернівецький магістрат відкинув цей проєкт, хоча сама можливість будівництва електричного трамвая у Чернівцях не була відкинута.

Трамвайне депо

Роботи із проєктування електричного трамвая у Чернівцях значно пожвавилися на початку літа 1893 року, коли у Львові почалися роботи з будівництва електричного трамвая. 27 червня 1893 року чернівецький магістрат створив комісію із питань будівництва трамвая та запровадження електричного освітлення. До складу комісії увійшли міські райці Н. Мустац, І. Ґреґор, головний інженер локальних залізниць Буковини Е. Крас та інженер Г. фон Вебенау. Проєктування мережі електричного трамвая було доручено раднику будівельного управління магістрату Ґеорґу Рапфу, який до серпня 1893 року, провівши аналіз існуючих на той час трамвайних мереж у європейських містах і видав його результати у вигляді окремої книжки. Перша частина була присвячена порівняльному аналізу трамвайних систем із кінною, паровою та електричною тягою. У другій частині книги здійснювався аналіз переміщень мешканців Чернівців і було викладено проєкт трамвайної мережі із чотирьох ліній. Відповідно до проєкту Ґеорга Рапфа для потреб мережі планувалося придбати 7 моторних трамвайних вагонів. Потужність електростанції була оцінена у 80 кінських сил.
Будівництво електростанції та трамвайної лінії у Чернівцях здійснювалося на умовах концесії «Електричним товариством Шукерта», з яким 2 березня 1895 року було укладена відповідна угода.  Будівництво електростанції розпочалося 13 серпня 1895 року, а уже 12 лютого 1896 року ця електростанція подала струм для освітлення міського театру . Офіційне введення в експлуатацію міської електромережі відбулося 28 лютого 1896 року.
26 липня 1896 року затверджено концесію на будівництво електричного трамвая у Чернівцях Міністерством залізниць у Відні. Саме будівництво трамвая мало бути здійснене за 18 місяців, концесія мала діяти 50 років. Керував будівництвом електричного трамвая у Чернівцях інженер Ґец із Нюренберґа. Для будівництва, яке розпочалося 18 вересня 1896 року, було залучено робітників з Італії.
У січні 1897 року до Чернівців надійшли трамвайні вагони, які виготовлені на заводі «Рінґгофер» у Празі. Від станції Фольксґартен до трамвайного депо, яке знаходилося на вулиці Ґартенґасе (Садовій) трамваї транспортували на спеціальних санях, запряжених волами. Трамвайне депо складалося з трьох ангарів, яке було розраховано 
на 9 трамвайних вагонів.
У лютому 1897 року в буковинських газетах було розміщено оголошення про набір на курси водіїв та кондукторів. Загалом було подано 470 заявок, але в результаті ретельного відбору 15 квітня 1897 року розпочали навчання лише 22 учні.
22 квітня 1897 року комісія Крайового управління Буковини оглянула електростанцію та трамвайне депо, а 6 травня 1897 року було затверджено правила руху кінних екіпажів вздовж трамвайної лінії.
Всі роботи з будівництва трамвайної лінії були завершені у середині травня 1897 року. Бургомістр Чернівців Антон Кохановський скерував до Відня телеграму із проханням надати дозвіл на обкатку лінії з метою навчання персоналу та для перевірки електрообладнання. 18 травня 1897 року такий дозвіл було отримано і 24 травня комісія магістрату дозволила почати обкатку лінії.
3 червня 1897 року відбулася перша пробна поїздка. Місцева газета «Буковина» за 5 червня з цього приводу написала наступне:
|  | Вчера відбулася пробна їзда трамваю. В ринку від нього сполошилися коні капітана Гана і наїхали на бронзівника Абрагама Ґрінберґа і его хлопця Нухима Ґроса. Один від того має підбите око, другий скалічену руку. Взагалі люди мало пильнуються трамвая. Вчера якась пані мимо сигналів дзвінком підлізла під трамвай так, що не прийшло до нещастя. Машиніст затримав віз на місци, хоч їхав з гори. Але не завсігди можна спускатися на силу гальми і на притомність машиніста тому не завадило би людям більше осторожности |

Трамвайна зупинка на Центральній площі

Обкатка лінії проводилася частинами. До 14 червня 1897 року вагоноводи практикувалися лише на частині лінії вулицею Садовою. 15 червня 1897 року розпочалася обкатка частини лінії із найбільш крутим спуском від центру до залізничного вокзалу, а з 20 червня розпочалася обкатка лінії від вокзалу до річки Прут.
28 червня 1897 року з Відня прибула спеціальна комісія Міністерства залізниць, яка мала дозволити експлуатацію трамваїв із пасажирами.
4 липня 1897 року почалися пробні рейси трамвая по всій трасі — від річки Прут до станції Фольксґартен.
Для початку пасажирського руху трамвайну колію інспектувала комісія Генеральної дирекції австрійських залізниць. Ця комісія прибула з Відня лише 15 серпня 1897 року. Це дало підстави вищезгаданій газеті писати:
|  | Електричний трамвай поче гумор черновецким мешканцям, бо не возить нікого, а тілько полошить коней та денервує людей своїм дзвоненєм |

Урочисте відкриття трамвайного руху із пасажирами відбулося опівдні 18 липня 1897 року. У перший день трамваї курсували до 23:00 повністю заповнені пасажирами. Пасажирський рух розпочинався о 05:00 ранку, останній трамвай від залізничного вокзалу вирушав о 23:00, а від станції Фольксґартен — о 22:45.
Електричний трамвай виявився вельми прибутковою справою — влітку 1897 року щоденна виручка складала 350 ґульденів.
Трамвайна лінія проходила від моста над Прутом до залізничноїго вокзала. Двовісні вагони курсували на всій протяжності лінії, а чотиривісні — від річки Прут до Центральної площі. Це було пов'язано з розмірами вагонів і їх вагою.
Початково трамвайна лінія у Чернівцях була одноколійною. У 1906 році на частині лінії було збудовано другу колію.
У 1908 році довжина трамвайної лінії складала 6,514 км, у трамвайному депо перебувало 18 моторних і 4 причіпні трамвайні вагони. 

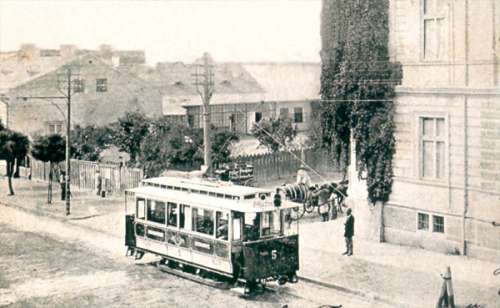
Трамвай на розі вулиць Головної та Шевченка

У 1909 році, через відкриття нового чернівецького залізничного вокзалу, була проведена реконструкція трамвайних колій в районі вокзала. У 1910 році продовжилися роботи із будівництва другої колії.
У 1912—1915 році передбачалося розширення трамвайної мережі у Чернівцях, зокрема трамвайна лінія мала бути продовжена по мосту через Прут до залізничної станції Жучка. Також планувалися прокласти  трамвайні лінії до міського цвинтаря та резиденції Буковинських митрополитів (нині — Чернівецький національний університет імені Юрія Федьковича). Проте через погіршення економічних показників підприємства до початку Першої світової війни вдалося збудувати лише 685-метрову лінію через міст над Прутом.
У румунський період був час, коли проїзд коштував 5 лей. Згодом була введена нова система, за якою вартість квитка залежала від довжини поїздки. Кондуктор, видавши квиток, сам компостував його.
21 березня 1967 року чернівецький трамвай припинив роботу.
Лінія починалась від залізничного вокзалу і підіймалась до Старого Міста, і далі до парку Шевченка. Складна експлуатація на рельєфному підйомі від залізничного вокзалу, застарілі вагончики, які неможливо було замінити за радянських часів, і вузька колія, до якої важко було знайти підхід у радянській Україні — все це вплинуло на рішення замінити трамвай тролейбусом.
Наразі від трамваю залишились опори одноколійки вздовж вулиці Садової біля парку імені Тараса Шевченка, а також пам'ятник Чернівецькому трамваю.

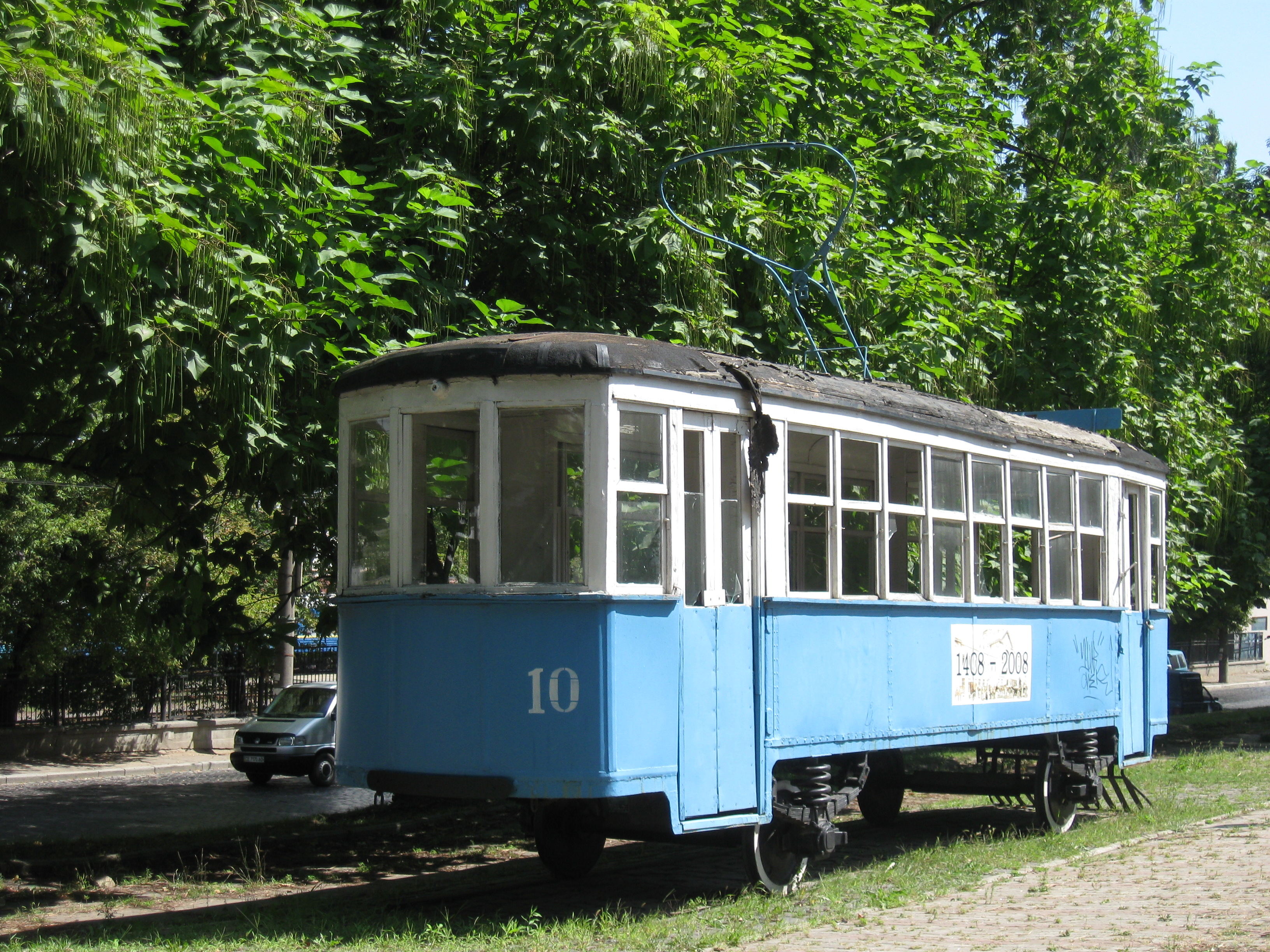
Пам'ятник чернівецькому трамваю

У 1997 році, з нагоди 100-річчя чернівецького трамваю, у сквері на вулиці Гагаріна (нині — Вокзальна) встановлено пам'ятник трамваю у вигляді відреставрованого вагона серії «900» (№ 10).

## Рухомий склад
- Двовісні моторні вагони — 20 вагонів поставок 1896 (8 вагонів, № 1—8), 1899 (4 вагони, № 9—12), 1908 (3 вагони, № 16—18), 1914 (5 вагонів, № 20—24).
- Двовісні причепні вагони — 4 вагони відкритого типу, що експлуатувалися в теплу пору року поставки 1902 року (№ 101—104).
- Чотиривісні моторні вагони — два вагони відкритого типу, що експлуатувалися у теплу пору року поставки 1906 року; у 1940 році перероблені на закриті (№ 14—15).
- Вагони серії «900» (двовісні моторні) — 21 вагон поставок 1952 (2 вагони, № 1—5), 1953 (7 вагонів, № 9—13, 17, 20), 1954 (5 вагонів, № 16,  18—19, 25—26), 1958 (2 вагони, № 27—28), 1959 (5 вагонів; № 29—33)[7].

## У культурі
Ґеорґ Дроздовський, австрійський поет родом з Чернівців у своїй книжці «Тоді в Чернівцях і довкола» написав :
|  | Від станції «Фольксгартен» він їхав через усе місто аж до моста через Прут, мав колись два класи, а влітку, в купальний сезон, переходив на відкриті вагони, в яких і на яких пасажири висіли гронами, що на відрізку біля залізничного вокзалу було вельми небезпечно ... ми любили його, коли він весело видзвонював дорогою, а ввечері повертався у свій притулок біля Фольксгартена |